# Ложниково (Омская область)
Ложниково — село в Тарском районе Омской области России на реке Оша. Административный центр Ложниковского сельского поселения.

## История
Село Ложниково, расположенное в Тарском районе Омской области, основано в 1635 году. Его можно считать одним из первых русских сибирских поселений. Название село получило от первых поселенцев - изначально на этом месте располагалась заимка братьев Ложниковых, прибывших из г. Семенов Нижегородской губернии. В 1928 г. село состояло из 123 хозяйств, основное население — русские. Центр Ложниковского сельсовета Знаменского района Тарского округа Сибирского края.

## Население
| 1926 | 2002 | 2010 |
| ---- | ---- | ---- |
| 624  | ↗660 | ↘528 |